# Leichtathletik-Halleneuropameisterschaften 2017/Teilnehmer (Luxemburg)
| Gelbes Symbol für Goldmedaillen mit stilisierten Olympischen Ringen | Graues Symbol für Silbermedaillen mit stilisierten Olympischen Ringen | Braundes Symbol für Bronzemedaillen mit stilisierten Olympischen Ringen |
| ------------------------------------------------------------------- | --------------------------------------------------------------------- | ----------------------------------------------------------------------- |
| —                                                                   | —                                                                     | —                                                                       |

Aus Luxemburg starteten eine Athletin und ein Athlet  bei den Leichtathletik-Halleneuropameisterschaften 2017 in Belgrad.

## Ergebnisse

### Frauen

#### Laufdisziplinen
| Athletin         | Disziplin | Vorlauf     | Vorlauf | Halbfinale  | Halbfinale | Finale             | Finale             |
| Athletin         | Disziplin | Zeit        | Platz   | Zeit        | Platz      | Zeit               | Platz              |
| ---------------- | --------- | ----------- | ------- | ----------- | ---------- | ------------------ | ------------------ |
| Charline Mathias | 800 m     | 2:04,82 min | 10      | 2:05,93 min | 10         | nicht qualifiziert | nicht qualifiziert |

### Männer

#### Sprung/Wurf
| Athlet       | Disziplin   | Qualifikation | Qualifikation | Finale             | Finale             |
| Athlet       | Disziplin   | Weite         | Platz         | Weite              | Platz              |
| ------------ | ----------- | ------------- | ------------- | ------------------ | ------------------ |
| Bob Bertemes | Kugelstoßen | 19,47 m       | 16            | nicht qualifiziert | nicht qualifiziert |